# 新庄直祐
新庄 直祐（しんじょう なおすけ）は、江戸時代中期の大名。常陸国麻生藩8代藩主。官位は従五位下・駿河守。

## 生涯
元禄5年（1692年）、7代藩主・新庄直詮の五男として生まれる。宝永5年（1708年）に父が死去したため家督を継ぐ。宝永6年（1709年）3月7日、従五位下・駿河守に叙位・任官する。正徳4年（1714年）と享保5年（1720年）に大坂城勤番を務めた。享保7年（1722年）、年貢減免を求める百姓一揆が起こり、百姓側の要求を受け入れている。
享保20年（1735年）11月20日、家督を長男・直隆に譲って隠居する。延享2年（1745年）10月14日に剃髪して直翁と号した。延享3年（1746年）5月25日に死去した。享年55。

## 系譜
父母
- 新庄直詮（父）
- 松平重栄の娘（養母）

正室、継室
- 遠山友春の娘（正室）
- 永井直敬の娘（継室）

子女
- 新庄直隆（長男）
- 新庄直侯（次男）
- 新庄直由（三男）
- 新庄孝優（四男）
- 新庄直令（五男）
- 京極高暁（六男）
- 新庄直宥室
- 宮城和忠継室